# Universidad de Bamako
La Universidad de Bamako (en francés: Université de Bamako) es una universidad pública en Bamako, capital del país africano de Malí. También se le conoce alternativamente como la Universidad de Malí. Abierta en 1996, abarca nueve campus en la ciudad. La institiution fue creada por la Ley 93-060 de septiembre de 1993, pero solo se puso en marcha en noviembre de 1996. Antes del 2000 las primeras estructuras del campus estaban en su lugar. El Profesor B. Siby Ginette es su Rector, el Oficial Ejecutivo Jefe de la universidad. En 2000 había 19.714 estudiantes y 538 profesores en los nueve campus. En 2007, la Universidad de Bamako tenía más de 60.000 estudiantes y cerca de 600 instructores.